# Ocampa
Ocampa is een fictief ras uit de televisieserie Star Trek: Voyager die voorkomt in het Delta-kwadrant van de Melkweg in het Star Trek-universum. Ze zijn door de federatie voor het eerst ontdekt door het schip USS Voyager.
De planeet van de Ocampa is 'stervende'. Dat wil zeggen, het wordt er onleefbaar. Dit is veroorzaakt door een buitengewoon intelligente soort, waarschijnlijk de bolbouwers. Deze soort heeft een ongeluk veroorzaakt waardoor de planeet zo is geworden. Deze soort heeft lang voor de Ocampa gezorgd. De Ocampa noemt degene die hen beschermt letterlijk "de beschermer" (de Caretaker).
Ocampass hebben grote puntige oren. Deze oren bevatten meerdere ribbels. De levensverwachting van een Ocampa is 8 à 9 jaar. Rond hun vijfde bereiken de vrouwen het Elogium, wat de enige keer is dat ze vruchtbaar zijn. De vrouwelijke Ocampa draagt het ongeboren kind op haar rug in plaats van in haar buik.
De bekendste Ocampa in de serie is Kes (gespeeld door Jennifer Lien), die besluit aan boord te komen van de Voyager.